# Achmad Soebardjo
Achmad Soebardjo est une personnalité politique indonésienne née le 23 mars 1896 et mort le 15 décembre 1978. Il exerce comme diplomate puis comme ministre des Affaires étrangères, et a la distinction de Héros national d'Indonésie.